# El Norte de Castilla
El Norte de Castilla és un diari de la comunitat autònoma de Castella i Lleó, té la seu a Valladolid. Amb una mitjana de 177 000 lectors diaris, és el primer periòdic de Castella i Lleó. En fundar-se el 1854, és considerat el diari degà de la premsa espanyola, encara que per darrere del Faro de Vigo, el qual es va fundar un any abans i és setmanal fins al 1879. A més de a Valladolid, el diari compta amb edicions a les províncies de Palència, Salamanca i Segòvia, en les capitals es troben les seus de les delegacions.

## Història
L'origen data de l'any 1854, quan el farmacèutic Mariano Pérez Mínguez i el metge Pascual Pastor posen en marxa El Avisador. Aquest es va unir en 1856 amb el seu competidor a Valladolid, El Correo de Castilla, creat a l'abril d'aquest any. El Norte de Castilla, neix el 1856 de la unió d'aquestes dues capçaleres. Tot i que no és fins al 17 d'octubre de 1856 quan es publica el primer número amb el nom El Norte de Castilla a la seva capçalera. Temps més tard la capçalera va ser adquirida per Gaviria y Zapatero el 1870, i fou de nou venut el 1893 a César Silió y Cortés i Santiago Alba Bonifaz, que arribarien a ser Ministres de la Presidència. Ambdós estaven emparentats i ocuparen els càrrecs de director i gerent respectivament.
Va anar amb ells quan es va introduir el canvi de l'edició al matí i es va convertir en el diari de referència de Valladolid. El 1903 César Silió y Cortés va ser substituït en la direcció pel catedràtic Antonio Royo Villanova. Entre 1958 i 1963 el seu director va ser Miguel Delibes. En 1992 va passar a formar part del Grup Correo, avui integrat en el Grup Vocento.
El seu director general, a data de 2019, és Ángel de las Heras.

## Curiositats
La Societat Estatal Correus i Telègrafs S. A. d'Espanya, coneguda com a Correus, va editar un segell postal corresponent a la Sèrie de Diaris Centenaris, que va treure a la venda el 20 d'abril de 2006 que reproduïx la imatge del logotip creat per a la commemoració dels actes del 150 aniversari, present en nombrosos actes afavorits per aquest diari.